# Seuneubok Aceh (Sungai Raya)
Seuneubok Aceh is een bestuurslaag in het regentschap Oost-Atjeh van de provincie Atjeh, Indonesië. Seuneubok Aceh telt 816 inwoners (volkstelling 2010).